# Blaye-les-Mines
Blaye-les-Mines er en kommune i Tarn departementet i Occitanie i det sydlige Frankrig.